# Italo Balbo
Italo Balbo, född 6 juni 1896 i Ferrara, Italien, död 28 juni 1940 i närheten av Tobruk, Libyen, var en italiensk fascistledare och flygpionjär.
Balbo deltog i första världskriget, deltog i marschen mot Rom 1922 och utnämndes samma år till chef för den frivilliga fascistmilisen och nationella säkerhetsvärnet. 1925 blev han understatssekreterare i handelsdepartementet, 1926 i luftfartsministerieriet och befordrades 1928 till general.
Han var luftfartsminister i Benito Mussolinis regering 1929-33, ledde den stora flygeskaderflygningen Italien-Island-Chicago-Azorerna-Italien 1933 och utnämndes till flygmarskalk (Maresciallo dell'Aria) 13 augusti 1933 och blev 1934 guvernör i Libyen. Balbo var motståndare till Italiens inträde i andra världskriget. Balbo omkom i Libyen då hans plan sköts ner över Tobruk av det egna luftvärnet.
Italo Balbo utgav 1933 La centuria alata (1933, svensk översättning Med luftarmada över Atlanten samma år).